# Czerwone i bure
Czerwone i bure – czwarty album kompilacyjny polskiej piosenkarki Danuty Stankiewicz wydany w 2018 roku nakładem wytwórni MTJ.

## Lista utworów
1. Czerwone i bure (trad. - Wincenty Świecznik)
2. Naszaba (Marek Krejzler - Wincenty Świecznik)
3. Holka (Stanisław Wielanek - Wincenty Świecznik)
4. Studzienka Kasieńki (trad. - Andrzej Brzeski)
5. Jadwiga i rydze (trad. - trad.)
6. O tym jak krasnoludki uwiodły Marysię (Bogdan Roszczyk - Jerzy Andrzej Masłowski)
7. Wesołego – hop, do łóżka! (Bogdan Roszczyk- Jerzy Andrzej Masłowski)
8. Janosik i rozpustna Maryna (Bogdan Roszczyk - Jerzy Andrzej Masłowski)
9. Może by tak gdzieś pojechać (Renata Danel - Józef A. Grochowina)
10. Miłości ślad (Wiesław Dymek - Nina Żmijewska)
11. To nie jest bluff (blef) (Wiesław Dymek - Nina Żmijewska)
12. Czerwone jagody (trad. - trad.)
13. Nieznajome dni (Igor Nikołajew - Anna Warecka)
14. Na parkiecie super dance (Robert Obcowski - Krzysztof Tadeusz Zawadzki)
15. Blue Star (Robert Obcowski - Janusz Kondratowicz)

## Charakterystyka albumu
Album Czerwone i bure to kompilacja nagrań Danuty Stankiewicz z okresu jej działalności artystycznej pod pseudonimem Lolita, oraz czasów prezentowania przez nią repertuaru z albumu Erotyczne Bajki Chodnikowe. Na płycie umieszczono trzy piosenki z piątego albumu artystki, trzy piosenki z jej siódmej płyty, cztery z ósmej, oraz pięć jej z dziewiątego albumu studyjnego. Album oryginalnie ukazał się w formie płyty kompaktowej (Blue Mix CD 16206) wydanej przez Agencję Artystyczną MTJ w ramach wspomnieniowej serii poświęconej wytwórni Blue Star – Blue Mix. Dziesiąty utwór na płycie Miłości ślad został nagrany na nowo w duecie z wokalistą Mariuszem Jaśko a realizacją piosenki zajął się Aleksander Nowacki w swoim studio nagraniowym Studio Nowacki.

## Muzycy
- Danuta Stankiewicz – śpiew
- Mariusz Jaśko – śpiew (10)
- Piotr Strycharski, Wojciech Leszczyński – chórki (1-5)
- Filip Borowski – chórki (6-8)
- Piotr Strycharski – instrumenty klawiszowe (1-5)
- Bogdan Roszczyk, Adam Tuszkowski – instrumenty klawiszowe (6-8)
- Dariusz Mix, Wtold Play – instrumenty klawiszowe (9-15)

## Realizatorzy
- Zdjęcie na okładce – Andrzej Michałowski
- Projekt graficzny – zespół MTJ